# 17 tháng 9
Ngày 17 tháng 9 là ngày thứ 260 (261 trong năm nhuận) trong lịch Gregory. Còn 105 ngày trong năm.

## Sự kiện
- 1224 – Sau cái chết của Tống Ninh Tông, Hữu thừa tướng Sử Di Viễn làm giả di chiếu, đưa Triệu Quân lên ngôi hoàng đế, tức là vua Tống Lý Tông.
- 1630 – Thành phố Boston được thành lập, nay là một trung tâm quốc tế về giáo dục bậc đại học và y tế.
- 1787 – Văn bản Hiến pháp Hoa Kỳ được hoàn thành tại Hội nghị Hiến pháp ở Philadelphia, Pennsylvania.
- 1809 – Hiệp định Fredrikshamn kết thúc chiến tranh giữa Thụy Điển và Nga, Phần Lan tách khỏi Thụy Điển để trở thành một đại công quốc thuộc Nga.
- 1894 – Chiến tranh Trung–Nhật lần thứ nhất: Hải quân Đế quốc Nhật Bản thắng Quân Bắc Dương của Trung Quốc nhà Thanh trong Trận sông Áp Lục ở cửa sông Áp Lục trong vịnh Triều Tiên.
- 1916 – Chiến tranh thế giới thứ nhất: "Nam tước Đỏ", phi công Át của Không quân Đức, thắng trận máy bay đầu tiên gần Cambrai, Pháp.
- 1939 – Chiến tranh thế giới thứ hai: Liên Xô xâm chiếm Ba Lan từ phía đông, 16 ngày sau khi Đức Quốc xã tấn công nước đó từ phía tây.
- 1944 – Chiến tranh thế giới thứ hai: Phe Đồng Minh phát động Chiến dịch Market Garden, chiến dịch đổ bộ hàng không lớn nhất thời bấy giờ.
- 1983 – Vanessa Williams trở thành Miss America người Mỹ gốc Phi đầu tiên.
- 1976 – NASA hoàn tất tàu con thoi đầu tiên mang tên Enterprise. Con tàu này ra mắt công chúng ở Palmdale, California.

## Sinh
- 1919 – Louis Phạm Văn Nẫm, Giám mục Công giáo người Việt Nam, Giám mục phụ tá Tổng giáo phận Thành phố Hồ Chí Minh (m. 2001)
- 1926 – Ngô Viết Thụ, kiến trúc sư người Việt Nam (m. 2000)
- 1969 – Tito Vilanova, huấn luyện viên người Tây Ban Nha
- 1991 - Song Luân, ca sĩ, diễn viên người Việt Nam
- 1993 – Manuel Tom Bihr, cầu thủ bóng đá người Thái Lan–Đức

## Mất
- 1609 – Jehuda Löw ben Becalel, rabbi Do Thái giáo thành Praha (s. 1512~1526)[1]
- 1657 – Sofia Alekseyevna, quan nhiếp chính của Nga (s. 1704)
- 1944 – Dương Thị Thục, tôn hiệu Khôn Nghi Hoàng thái hậu, thứ thất của vua Đồng Khánh (s. 1868).
- 1986 – Hùng Lân, nhạc sĩ Việt Nam (s. 1922)
- 1999 – Nguyễn Văn Vận, tướng lĩnh Quân đội Quốc gia Việt Nam (s. 1905)
- 2016 – Charmian Carr, diễn viên Mỹ (s. 1942)